# Користівська сільська рада
Ко́ристівська сільська́ ра́да — орган місцевого самоврядування в Корецькому районі Рівненської області. Адміністративний центр — село Користь.

## Загальні відомості
- Користівська сільська рада утворена в 1940 році.
- Територія ради: 28,843 км²
- Населення ради: 1 559 осіб (станом на 2001 рік)

## Населені пункти
Сільській раді підпорядковані населені пункти:
- с. Користь
- с. Новини

## Склад ради
Рада складається з 20 депутатів та голови.
- Голова ради: Онищук Людмила Олександрівна
- Секретар ради: Сорочинська Любов Володимирівна

### Керівний склад попередніх скликань
| Прізвище, ім'я, по батькові  | Основні відомості                                                                       | Дата обрання | Дата звільнення |
| ---------------------------- | --------------------------------------------------------------------------------------- | ------------ | --------------- |
| Забужко Юрій Миколайович     | Сільський голова, 1967 року народження, безпартійний                                    | 26.03.2006   | 31.10.2010      |
| Онищук Людмила Олександрівна | Сільський голова, 1961 року народження, освіта середня спеціальна, член Партії регіонів | 31.10.2010   |                 |

Примітка: таблиця складена за даними сайту Верховної Ради України